# 風になりたい (テレビドラマ)
『風になりたい』（かぜになりたい）は、1998年1月5日から2月20日に、TBS系列「花王 愛の劇場」枠にて放送された日本の昼のテレビドラマ。放送時間は月曜から金曜の13:00-13:30（JST）。全7週、34回。2月11日は長野オリンピック中継のため休止。都会で暮らす夫婦と子どもたちが、引っ越した伊豆大島の自然の中で絆を強める姿を描く。

## あらすじ
萌は夫の拓也と2人の子どもと共に都会暮らしをしている。人事部に異動が決まった拓也は、同期の社員がリストラ候補となっているのを知りショックを受ける。萌は、喘息が悪化した長女・千里の療養のために、伊豆大島に引っ越す。

## キャスト
- 春日萌 - 田中美奈子
- 春日拓也 - 京晋佑
- 春日千里 - 倉沢桃子
- 山田侑磨
- 藤原喜明
- 立石凉子
- オミ
- 鉄平 - 中里栄臣
- 本田 - 木下浩之
- 桑田 - 笹岡兄
- 桐子 - 鍵本景子
- 河野 - 入江雅人
- 市代 - 水木薫
- 石倉 - 沼田爆
- 亮介 - 中本賢
- 悠子 - 松田美由紀

## スタッフ
- 脚本 - 横田与志
- 演出 - 長尾啓司
- 音楽 - 若草恵
- 制作担当 - 松浦和也
- 制作主任 - 三宅俊英
- プロデューサー - 原克子
- 製作 - 松竹、TBS

## 主題歌
- 「翼をください」

作詞：山上路夫/作曲：村井邦彦/編曲：新川博/歌：山本潤子